# Игнац Земелвајс
Игнац Филип Земелвајс (Будимпешта, 1. јула 1818 - Беч, 13. августа 1865) мађарски је лекар, познат по истраживању и унапређењу асептичних процедура.
Радећи као асистент у првом породилишту у бечкој Општој болници, Игнац Филип Земелвајс приметио је необично високу смртност породиља. Закључио је да је узрок породиљске грознице, за коју је установио да је заправо тровање крви, инфекција која се преноси било којом гнојавом болешћу. Да би се спречила, била је довољна темељна дезинфекција руку са мало хлорног креча. Земелвајс стога уводи строге мере чистоће и већ после првог месеца смртност од породиљске грознице знатно опада на његовом одељењу болнице.